# عبد الله بن وهب
هو أبو محمد الفهري مولاهم عبد الله بن وهب  بن مسلم الفقيه المالكي من العهد العباسي، وكان يسكن مصر وهو المولود في الفسطاط سنة 125 هـ، لزم الإمام مالكاً أكثر من عشرين سنة، وقضى حياته في طلب العلم.

## مكانته
لقّبه الإمام سفيان بن عيينة بشيخ أهل مصر، سمع ابن وهب من شيوخ مصر والحجاز والعراق، قد قيل: إن شيوخه الذين أخذ عنهم يزيدون عن أربعمائة. إلا أنه أطال الجلوس عند الإمام مالك، تعلّم على يديه حتى صار عالماً.
كان يحبه الإمام مالك ويقدّره حتى قيل: إنه ما نجا أحد من زجر الإمام مالك إلا ابن وهب. وقد كان يلقبه بالفقيه، وكان يسمح له بالكتابة عنه ثم لا يجد مانعاً لمراجعة ما كتبه عليه، وكان ابن وهب أحد ناشري المذهب المالكي في مصر لأن الناس – الأكثر منهم – كانوا لا يستطيعون السفر إلى المدينة المنورة فكانوا يذهبون إلى ابن وهب يتعلمون منه الفقه المالكي، وقد عُرف ابن وهب بكثرة رواية الأحاديث. وعندما كان الناس يختلفون في شيء على الإمام مالك كانوا ينتظرون قدوم ابن وهب من مصر ليسألوه، وقد رفض أن يتولى القضاء في مصر عندما كتب إليه الخليفة بذلك، فحجب نفسه ولزم بيته، فرآه رشدين بن سعد وهو يتوضأ في صحن بيته فقال له: ألا تخرج إلى الناس فتقضي بينهم بكتاب الله وسنة رسوله صلى الله عليه وسلم، فرفع ابن وهب رأسه إليه وقال له: إلى هنا انتهى عقلك؟ أما علمت أن العلماء يُحشرون مع الأنبياء والقضاة يُحشرون مع السلاطين؟

## شيوخه
- أسامة بن زيد الليثي.
- أفلح بن حميد.
- جرير بن حازم البصري.
- داود بن عبد الرحمن العطار.
- سفيان الثوري.
- سفيان بن عيينة.
- عبد الله بن عمر العمري.
- عبد الله بن لهيعة.
- عبد الرحمن بن مهدي.
- عبد العزيز بن عبد الله بن أبي سلمة الماجشون.
- عبد العزيز بن محمد الدراوردي.
- عبد الملك بن جريج.
- الليث بن سعد.
- مالك بن أنس.
- مسلم بن خالد الزنجي.
- يونس بن يزيد الأيلي.[4]

## تلاميذه
- أحمد بن صالح المصري.
- الربيع بن سليمان الجيزي.
- الربيع بن سليمان المرادي.
- سحنون بن سعيد.
- سعيد بن منصور.
- سفيان بن وكيع بن الجراح.
- سليمان بن عبد الرحمن التميمي.
- عبد الرحمن بن مهدي.
- علي بن المديني.
- قتيبة بن سعيد.
- الليث بن سعد.
- يونس بن عبد الأعلى الصدف.

## مصنفاته
- أهوال القيامة.
- الموطأ، وسماه النديم: «الموطأ الصغير»، قال الذهبي: «موطأ ابن وهب كبير لم أره».
- القدر وما ورد في ذلك من الآثار.
- الجامع - صدر بتحقيق ميكلوش موراني.[5]
- البيعة.
- المناسك.
- المغازي.
- الردة.
- تفسير غريب الموطأ.

## وفاته
توفي ابن وهب سنة 197 هـ عن اثنين وسبعين عاماً.